# Drittes Konzil von Konstantinopel

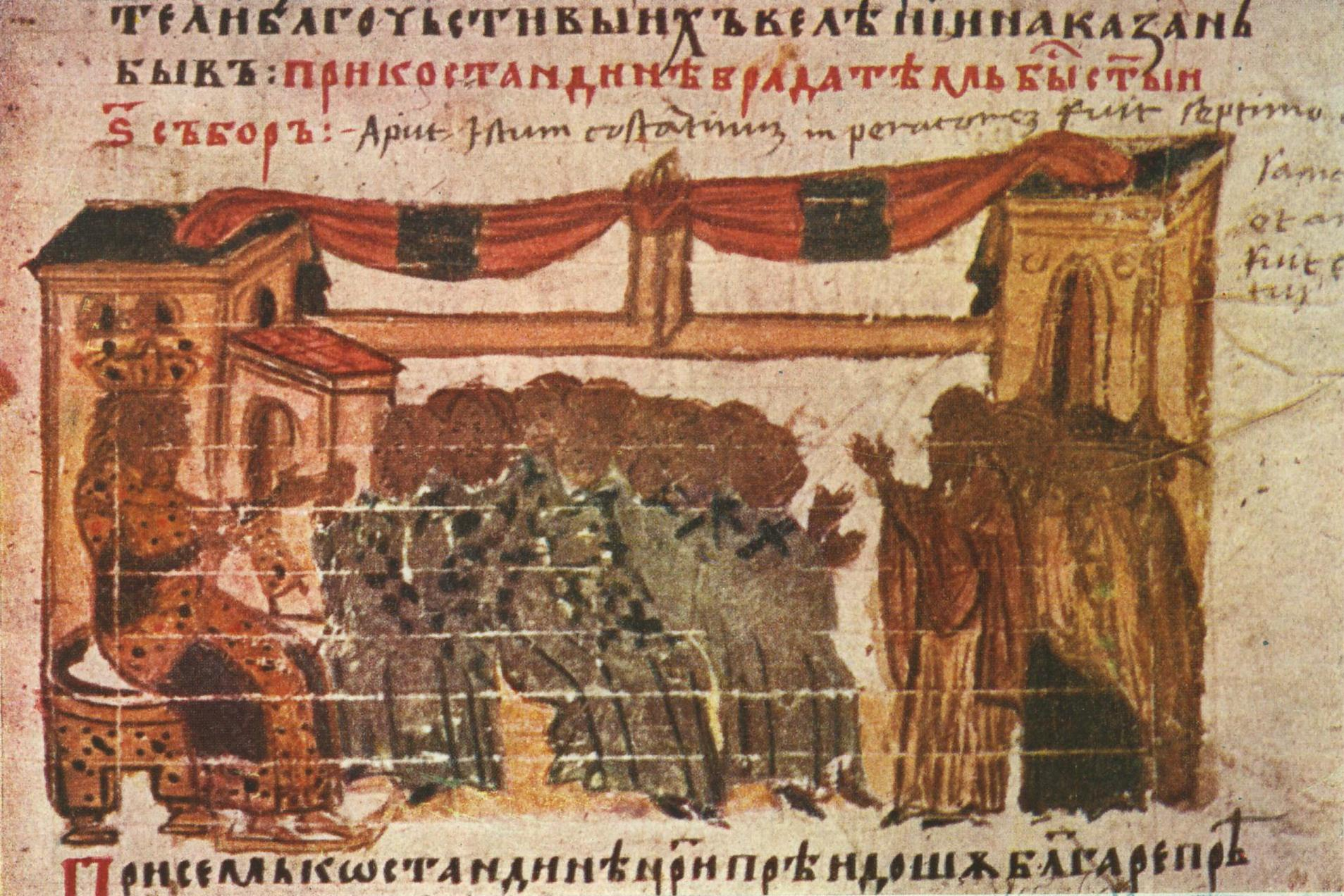
Das Sechste Ökumenische Konzil = Drittes Konzil von Konstantinopel (Miniatur 45 aus der Manasses-Chronik, 14. Jhd.)

Das dritte Konzil von Konstantinopel (lat. Concilium Constantinopolitanum III) war das sechste ökumenische Konzil und fand 680 bis 681 statt. Es setzte sich mit dem Monotheletismus auseinander. Unter anderem wurde über Papst Honorius I. wegen seiner nachgiebigen Haltung gegenüber den Monotheleten postum das Anathema verhängt.
Nach Auslegung der Orthodoxen war die Trullanische Synode 691 am gleichen Ort eine Fortsetzung des dritten Konzils von Konstantinopel.

## Editionen und Übersetzungen
- Kritische Edition:
  - Rudolf Riedinger: Concilium Universale Constantinopolitanum Tertium. Pars 1: Concilii Actiones I-XI (= Acta conciliorum oecumenicorum. Series Secunda. Volumen II. Pars 1). de Gruyter, Berlin, Boston 1990, doi:10.1515/9783110887747 (degruyter.com [abgerufen am 5. Mai 2022]).
  - Rudolf Riedinger: Concilium Universale Constantinopolitanum Tertium. Pars 2: Concilii Actiones XII-XVIII, Epistulae, Indices (= Acta conciliorum oecumenicorum. Series Secunda. Volumen II. Pars 2). de Gruyter, Berlin, Boston 1992, doi:10.1515/9783110866025 (degruyter.com [abgerufen am 5. Mai 2022]).
  - Rudolf Riedinger: Concilium Universale Constantinopolitanum Tertium. Pars 3: Index verborum Graecorum quae in actis synodi Lateranensis a. 649 et in actis concilii oecumenici sexti continentur (= Acta conciliorum oecumenicorum. Series Secunda. Volumen II. Pars 3). de Gruyter, Berlin, Boston 2013, doi:10.1515/9783110873498 (degruyter.com [abgerufen am 5. Mai 2022]).
- Concilium Constantinopolitanum III. In: Giuseppe Alberigo, Giuseppe A. Dossetti, Péricles-Pierre Joannou, Claudio Leonardi, Paolo Prodi (Hrsg.): Conciliorum Oecumenicorum Decreta. 3. Auflage. Istituto per le scienze religiose, Bologna 1973, S. 123–130 (archive.org [abgerufen am 10. Mai 2022]).
- Drittes Konzil von Konstantinopel - 680-681. In: Josef Wohlmuth  (Hrsg.): Konzilien des ersten Jahrtausends. Vom Konzil von Nizäa (325) bis zum Vierten Konzil von Konstantinopel (869/70) (= Dekrete der ökumenischen Konzilien. Band 1). 3. Auflage. Schöningh, Paderborn, München, Wien, Zürich 2002, S. 124–130. [Griechischer und lateinischer Text nach der Ausgabe von Alberigo et al. von 1973, deutsche Übersetzung auf Basis des griechischen Textes unter Berücksichtigung auch der kritischen Edition von Riedinger.]